# Брюс Ніколз
Брюс Ніколз (англ. Bruce Nichols; нар. 31 грудня 1955) — колишній американський тенісист.
Найвищу одиночну позицію світового рейтингу — 275 місце досяг 26 грудня, 1979, парну — 193 місце — 3 січня, 1983 року.
Здобув 1 парний титул.
Найвищим досягненням на турнірах Великого шолома було 3 коло в парному розряді.

## Фінали Гран-прі за кар'єру

### Парний розряд: 3 (1–2)
| Результат | W/L | Дата | Турнір           | Покриття | Партнер     | Суперники                      | Рахунок       |
| --------- | --- | ---- | ---------------- | -------- | ----------- | ------------------------------ | ------------- |
| Поразка   | 0–1 | 1979 | Саут-Орандж, США | Ґрунт    | Фріц Бунінг | Пітер Флемінг Джон Макінрой    | 1–6, 3–6      |
| Поразка   | 0–2 | 1979 | Богота, Колумбія | Ґрунт    | Чарлз Овенс | Еміліо Монтаньйо Хайро Веласко | 2–6, 4–6      |
| Перемога  | 1–2 | 1980 | Лагос, Нігерія   | Ґрунт    | Тоні Грем   | Челль Юганссон Лео Палін       | 6–3, 0–6, 6–3 |

## Титули на челленджерах

### Парний розряд: (2)
| Ранг | Рік  | Турнір              | Покриття | Партнер      | Суперники                     | Рахунок       |
| ---- | ---- | ------------------- | -------- | ------------ | ----------------------------- | ------------- |
| 1.   | 1979 | Гантінгтон-Біч, США | Тверде   | Біллі Мартін | Пітер Реннерт Роберт Вант Гоф | 3–6, 7–6, 6–3 |
| 2.   | 1981 | Барселона, Іспанія  | Ґрунт    | Тім Гарсія   | Джанні Маркетті Енцо Ваттуоне | 6–4, 6–4      |